# Voorzitter van de Kantonsraad
De voorzitter van de Kantonsraad (Duits: Ständeratspräsident; Frans: président du Conseil des États; Italiaans: presidenti del Consiglio degli Stati, Reto-Romaans: president dal Cussegl dals Stadis) zit de vergadering voor van de Kantonsraad, een van de twee kamers van de Zwitserse Bondsvergadering. De huidige voorzitster is Eva Herzog.

## Omschrijving
De voorzitter wordt elk jaar tijdens de wintersessie door de leden van de Kantonsraad gekozen voor een periode van één jaar, met de mogelijkheid van herverkiezing. De voorzitter wordt bijgestaan door een eerste ondervoorzitter en een tweede ondervoorzitter, die beurtelings de zittingen voorzitten in geval van tijdelijke afwezigheid.

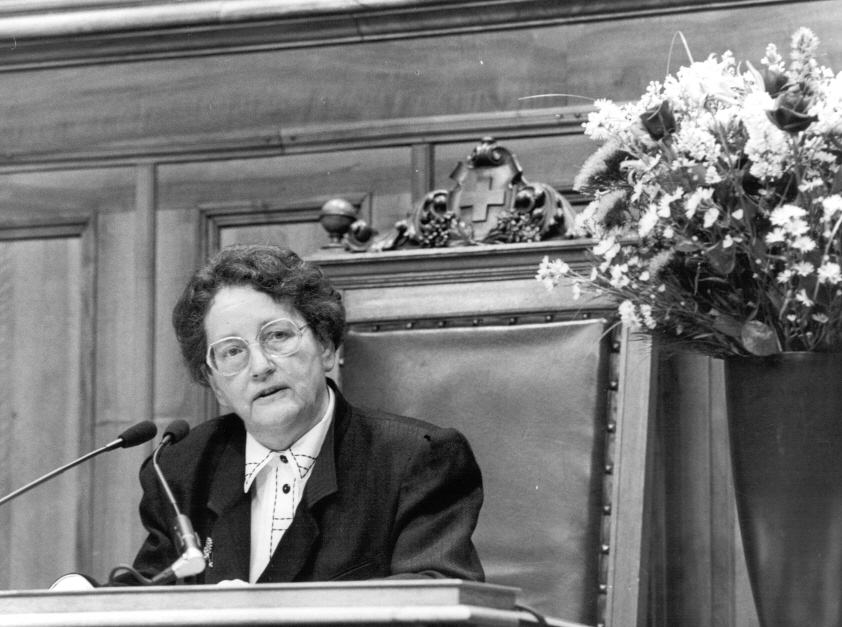
Josi Meier op 25 november 1991, als voorzitster van de Kantonsraad.

De eerste vrouwelijke voorzitter van de Kantonsraad was Josi Meier in de periode 1991-1992.